# Villanueva de Tapia
Villanueva de Tapia er en by og kommune i det sydlige Spanien i provinsen Málaga. Den har et indbyggertal på 1.396 (2024) indbyggere.